# Verpuffungstemperatur
Die Verpuffungstemperatur eines festen oder flüssigen Stoffes ist die Temperatur, bei der seine Zersetzung als chemische Kettenreaktion beginnt. Diese ist dadurch gekennzeichnet, dass mehr Energie (Bindungsenergie, Verdampfungenergie) frei wird als ursprünglich zugeführt wurde. Dadurch steigert sich sowohl die Reaktionsgeschwindigkeit als auch die Reaktionstemperatur zu einem stofftypischen Endwert, der als Explosionstemperatur bezeichnet wird. Diese Temperatur ist charakteristisch für die Art und die Qualität eines Sprengstoffes.
Einige Verpuffungstemperaturen:
| Sprengstoff          | Temperatur |
| -------------------- | ---------- |
| Acetonperoxid        | 130 °C     |
| Harnstoffnitrat      | 185 °C     |
| Glycerintrinitrat    | 270 °C     |
| Cellulosenitrat      | 180 °C     |
| Trinitrotoluol (TNT) | 300 °C     |